# Paralelismo (filosofía)
En filosofía, el paralelismo psicofísico o psicofisiológico es la tesis según la cual los fenómenos psíquicos y físicos constituyen dos series sin vínculo causal entre sí, pero entre las cuales es posible establecer relaciones de correspondencia. Según la posición paralelista, los estados físicos sólo causan estados físicos y los estados mentales sólo causan estados mentales.
Esta tesis puede ser ya sea una afirmación ontológica sobre la realidad de las cosas, o un simple postulado metodológico cuya intención es entonces permitir al psicólogo y al neurofisiólogo trabajar evitando reducir un dominio al otro. En la primera forma implica una forma de dualismo, mientras que en la segunda tiende al materialismo.

## Origen e historia
La metáfora geométrica del «paralelismo» procede de Leibniz y aparece por primera vez en 1702 en sus Consideraciones sobre la doctrina de un espíritu universal: 
He establecido un paralelismo perfecto entre lo que sucede en el alma y lo que sucede en la materia, habiendo demostrado que el alma con sus funciones es algo distinto de la materia, pero que sin embargo siempre va acompañada de órganos de la materia […] y que esto es recíproco y siempre lo será.
En Leibniz, como antes que él en Spinoza, el paralelismo es general y surge de su pampsiquismo.
En la versión del paralelismo de Spinoza, existe una correspondencia necesaria entre una idea y su objeto, por tanto entre el orden causal de cada uno, aunque sean de diferente tipo. Por ejemplo, la idea de un círculo como la rotación de un segmento de línea y un círculo dibujado físicamente de esta manera se corresponderán aunque la idea no sea el círculo. La misma causalidad única (producción de un círculo) se expresa así de dos maneras diferentes, según un modo conceptual o según un modo físico, cada una con sus propios sistemas de expresión.
En la versión leibniziana del paralelismo, es Dios quien, originalmente, reguló la concordancia entre, por un lado, la serie de «causas eficientes» que modifican los cuerpos y, por otro, la serie de «causas finales» que modifican los estados del alma. Este modelo de «armonía preestablecida» o concomitancia entre cuerpo y mente constituiría más tarde un paradigma clásico y teológico del paralelismo.
Este paralelismo fue luego restringido a la relación entre el cerebro y la mente por fisiólogos decimonónicos como Wilhelm Wundt, y se convirtió en una tesis cercana al materialismo, ya que los acontecimientos físicos se consideran más reales que sus contrapartes mentales, que sólo ocurren bajo la condición de una determinada actividad cerebral. Con esta forma restringida de paralelismo se ha roto la igualdad ontológica: todos los acontecimientos mentales corresponden con acontecimientos físicos pero, de ahora en adelante, lo contrario ya no es verdadero. Bergson la considera, precisamente por este motivo, una tesis contradictoria.
El paralelismo psicofísico es hoy una de las respuestas que se presentan para resolver el problema mente-cuerpo, en el marco de la filosofía de la mente. Esta respuesta rara vez se adopta como tal hoy en día, pero filósofos tan notables como Thomas Nagel o David Chalmers defienden su relevancia y se inclinan a su favor.